# Club Deportes Cobresal

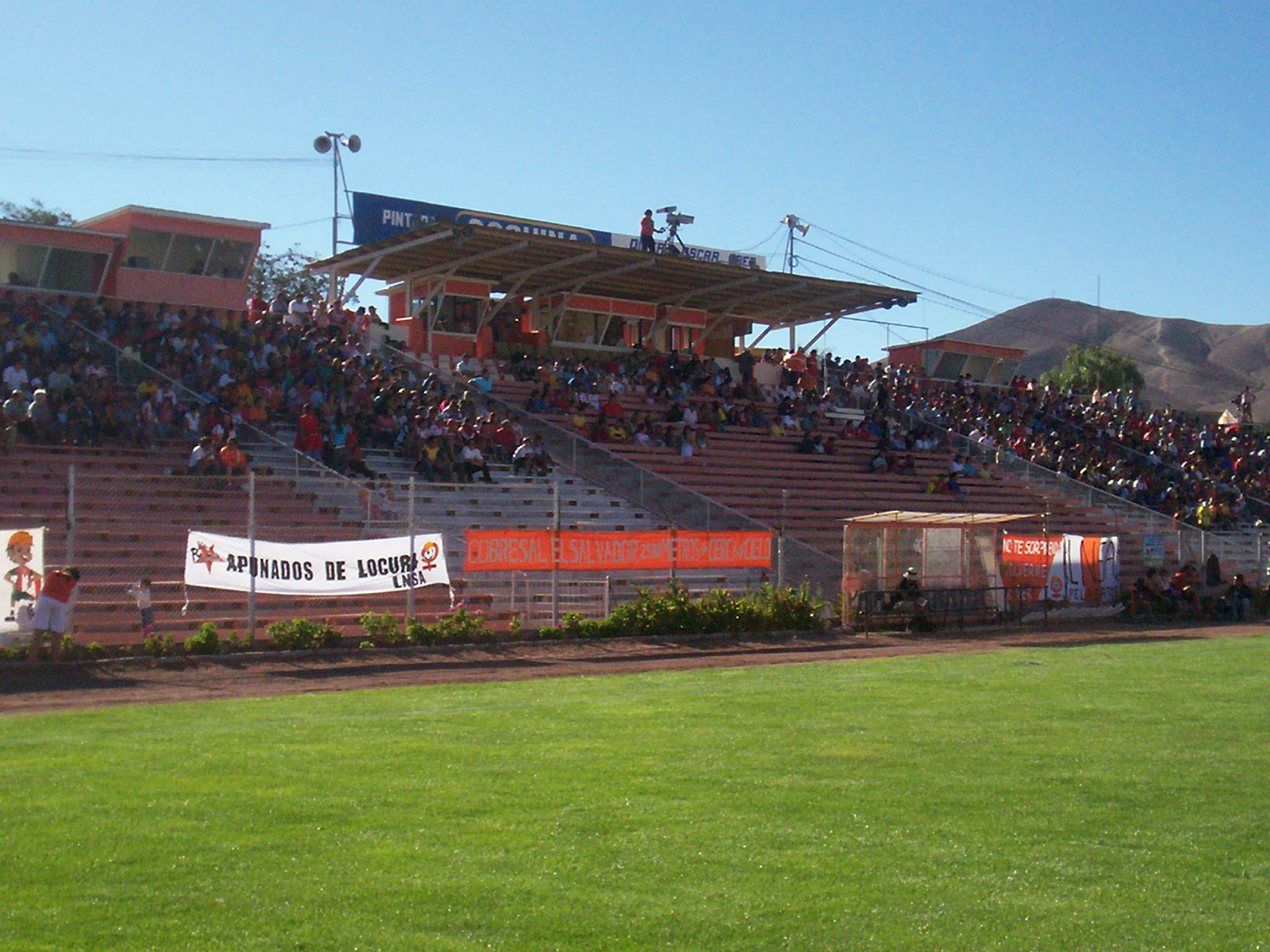
Stadion El Cobre

Cobresal is een Chileense voetbalclub uit de mijnstad El Salvador. De club werd in 1979 opgericht en nam één keer deel aan de Copa Libertadores (1986). De club wist nog geen landstitel te behalen, maar is al jaren een vaste waarde in de Chileense hoogste klasse. Cobresal stond twee jaar onder leiding van coach en oud-international Luis Musrri (2010-2012).

## Erelijst
- Copa Chile

1987
- Segunda División

1983, 1998

## Trainer-coaches
- Juan Zárate (1979)
- Óscar Andrade (1980)
- Juan Zárate (1980)
- Guillermo Díaz (1981)
- Alicel Belmar (1982)
- Manuel Rodríguez (1983-1989)
- Reinaldo Hoffmann (1989-1991)
- Gustavo Huerta en Juan Zárate (1991-1992)
- Manuel Rodríguez (1993-1994)

- Sergio Nichiporuk (1995-1996)
- Rolando García (1997)
- Sergio Nichiporuk (1998-1999)
- Ricardo Ortiz (1999)
- Manuel Soto (2000)
- Hermes Navarro (2000)
- Jorge Socías (2001-2002)
- Gustavo Huerta (2003)
- Julio Acuña (2003-2004)
- Gustavo Huerta (2004-2005)

- Fernando Díaz (2006)
- Sergio Nichiporuk (2006)
- José Cantillana (2007-2009)
- Luis Musrri (2010-2012)
- Hermes Navarro (2012)
- Óscar del Solar (2012-2013)
- Hermes Navarro (2013)
- José Cantillana (2013-)

## Copa Libertadores
Club Deportes Cobresal nam één keer deel aan de jaarlijkse strijd om de Copa Libertadores: 1986. De club bleef ongeslagen in zes wedstrijden, maar eindigde desondanks als derde in de groepsronde en werd zodoende uitgeschakeld.
| Seizoen      | Datum    | Wedstrijden          | Wedstrijden | Wedstrijden          | Uitslag |
| ------------ | -------- | -------------------- | ----------- | -------------------- | ------- |
| 1986 Groep 2 | 18 maart | América de Cali      | –           | CD Cobresal          | 0 – 0   |
| 1986 Groep 2 | 21 maart | Deportivo Cali       | –           | CD Cobresal          | 1 – 1   |
| 1986 Groep 2 | 26 maart | CD Cobresal          | –           | Universidad Católica | 1 – 1   |
| 1986 Groep 2 | 9 april  | Universidad Católica | –           | CD Cobresal          | 0 – 1   |
| 1986 Groep 2 | 18 april | CD Cobresal          | –           | América de Cali      | 2 – 2   |
| 1986 Groep 2 | 22 april | CD Cobresal          | –           | Deportivo Cali       | 1 – 1   |

Antofagasta · 
Audax Italiano · 
Cobresal · 
Colo-Colo · 
Coquimbo Unido · 
Curicó Unido · 
Everton · 
Huachipato · 
Deportes Iquique · 
La Calera · 
O'Higgins · 
Palestino · 
Unión Española · 
Universidad Católica · 
Universidad de Chile · 
Universidad de Concepción